# Rostislav Gaitiukevich
Rostislav Gaitiukevich (en russe : Ростислав Сергеевич Гайтюкевич), né le 16 mars 1994, est un pilote de bobsleigh russe.

## Palmarès

### Coupe du monde
- 5 podiums : 
  - en bob à 2 : 1 victoire et 2 troisièmes places.
  - en bob à 4 : 2 troisièmes places.

#### Détails des victoires
| Édition   | Bob à 2 | Bob à 4 |
| 2021-2022 | Sigulda |         |